# سبنسر ستيل
سبنسر ستيل (بالإنجليزية: Spencer Steele)‏ هو لاعب اللاكروس أمريكي، ولد في 28 نوفمبر 1978 في لويس في الولايات المتحدة.